# Pero (Włochy)
Pero – miejscowość i gmina we Włoszech, w regionie Lombardia, w prowincji Mediolan.
Według danych na rok 2004 gminę zamieszkiwało 10 355 osób, 2071 os./km².